# Edmund Rowe
Edmund Rowe (* 21. Dezember 1892 in Sherrodsville, Carroll County, Ohio; † 4. Oktober 1972 in Akron, Ohio) war ein US-amerikanischer Politiker. Zwischen 1943 und 1945 vertrat er den Bundesstaat Ohio im US-Repräsentantenhaus.

## Werdegang
Edmund Rowe besuchte die öffentlichen Schulen seiner Heimat. Zwischen 1905 und 1909 arbeitete er im Kohlebergbau und danach bis 1913 in der Gummiherstellung. Anschließend war er bis 1916 im Maschinenhandel tätig. Während des  Ersten Weltkrieges diente er zwischen 1917 und 1919 in der US Navy. Von 1919 bis 1929 betrieb er eine Bowlinganlage. Außerdem arbeitete er seit 1920 im Immobiliengeschäft und seit 1928 in der Versicherungsbranche. Im Jahr 1936 gründete er die Rowe Oil & Chemical Co. Gleichzeitig schlug er als Mitglied der Republikanischen Partei eine politische Laufbahn ein. Zwischen 1928 und 1942 saß er im Stadtrat von Akron.
Bei den Kongresswahlen des Jahres 1942 wurde Rowe im 14. Wahlbezirk von Ohio in das US-Repräsentantenhaus in Washington, D.C. gewählt, wo er am 3. Januar 1943 die Nachfolge des Demokraten Dow W. Harter antrat. Da er im Jahr 1944 nicht bestätigt wurde, konnte er bis zum 3. Januar 1945 nur eine Legislaturperiode im Kongress absolvieren. Diese war von den Ereignissen des Zweiten Weltkrieges geprägt.
Nach dem Ende seiner Zeit im US-Repräsentantenhaus betätigte sich Edmund Rowe wieder in der Immobilienbranche. Im Jahr 1948 strebte er erfolglos seine Rückkehr in den Kongress an. Zwischen 1955 und 1959 war er Mitglied der Ohio General Assembly. 1957 kandidierte er erfolglos für das Amt des Bürgermeisters von Akron. In dieser Stadt ist er am 4. Oktober 1972 auch verstorben.